# Anne Cathrin Buhtz
Anne Cathrin Buhtz (* 24. August 1973 in Mainz) ist eine deutsche Schauspielerin.

## Leben
Anne Cathrin Buhtz erhielt ihre schauspielerische Ausbildung von 1993 bis 1997 an der Hochschule für Musik und Theater Hamburg. Als Klassenbeste wurde sie gemeinsam mit Solveig Krebs zum Abschluss ihres Studiums mit dem Alfini-Syllwasschy-Preis ausgezeichnet. Im selben Jahr trat sie ihr erstes Festengagement am Staatstheater Braunschweig an, dem sie bis 2008 angehörte. 2010 und 2012 spielte Buhtz am Theater Erlangen, dazwischen war sie am Württembergischen Staatstheater Stuttgart verpflichtet. Seit der Spielzeit 2013/14 gehört sie dem Ensemble des Schauspiels Leipzig an. Bekannte Rollen ihrer Bühnenlaufbahn waren unter anderem Lady Macbeth, Gräfin Orsina in Emilia Galotti und die Recha in Nathan der Weise, beide von Gotthold Ephraim Lessing, die Sawda in Verbrennungen von Wajdi Mouawad, die Martha in Edward Albees Wer hat Angst vor Virginia Woolf? oder Sidonie von Grasenabb in Die bitteren Tränen der Petra von Kant von Rainer Werner Fassbinder.
Daneben arbeitet Anne Cathrin Buhtz seit 1995 umfangreich für Film und Fernsehen. Ihr Kameradebüt hatte sie 1995 in dem Kurzfilm Ballade nach Mitternacht. Es folgten Gastrollen in bekannten Serien wie Großstadtrevier, Küstenwache, Der Dicke, SOKO Köln oder Notruf Hafenkante. In der Serie Post Mortem – Beweise sind unsterblich war sie in allen 17 Folgen als Dr. Vera Bergmann neben Hannes Jaenicke und Charly Hübner zu sehen, 2011 spielte sie in dem vielfach ausgezeichneten Film Homevideo.
Anne Cathrin Buhtz lebt in Leipzig.

## Filmografie (Auswahl)
- 1995: Ballade nach Mitternacht
- 1997: Doppelter Einsatz – Narkose ins Jenseits
- 2000: Für die Liebe ist es nie zu spät
- 2000: Doppelter Einsatz – Blutroter Mond
- 2002: Zwei Profis
- 2003: Großstadtrevier – Armer Junge
- 2003: Das siebte Foto
- 2003: Millennium Mann – Brüder
- 2003: Küstenwache – Tödliches Gift
- 2003: Das bisschen Haushalt
- 2004: Tatort – Hundeleben
- 2004: Tatort – Heimspiel
- 2004: Die Pfefferkörner – Paul in Not
- 2005: Was Sie schon immer über Singles wissen wollten
- 2006: SOKO Leipzig – Hundeleben
- 2007: Alarm für Cobra 11 – Die Autobahnpolizei – Der Staatsanwalt
- 2007: Das Duo – Liebestod
- 2007: Bloch – Der Kinderfreund
- 2007–2008: Post Mortem – Beweise sind unsterblich
- 2008: Im Meer der Lügen (2-teiliger Fernsehfilm)
- 2009: Der Dicke – Sportsfreunde
- 2010: SOKO Köln – Mord im Steinbruch
- 2011: Notruf Hafenkante – Freiwild
- 2011: Homevideo
- 2013: Die Pastorin
- 2014, 2022: SOKO Leipzig – Der alte Freund, Tod im Gericht
- 2014: In aller Freundschaft – Feuer und Flamme
- 2015: Franziskas Welt – Hochzeiten und andere Hürden
- 2019: Die Kanzlei – Schattenspiele
- seit 2023: WaPo Elbe (Fernsehserie)
- 2023: Tierärztin Dr. Mertens – Ankommen
- 2023: Einspruch, Schatz! – Ein Fall von Liebe
- 2023: Einspruch, Schatz! – Unter Vätern
- 2023: Wolfsland: Das schwarze Herz

## Hörfunk-Features / -Dokumentationen (Auswahl)
- 2010: Eher regnet es Tinte – Der Mordfall Hagedorn und ein verbotener Film – Autor: Thomas Gaevert – SWR2-Feature, 55 Min.